# Mörktjärnen (Silbodals socken, Värmland)
Mörktjärnen är en sjö i Årjängs kommun i Värmland och ingår i Göta älvs huvudavrinningsområde. Sjöns area är 0,008 kvadratkilometer och den befinner sig 287 meter över havet.